# Flansten
Flansten är ett skär i Eckerö på Åland. Skäret ligger 1,3 km öster om Finbo i Finbofjärden i Eckerös norra skärgård.
Flanstens area är 2,7 hektar och dess största längd är 260 meter i nord-sydlig riktning.